# 飯田景応
飯田 景応（いいだ けいおう、1916年2月5日 - 1967年1月3日）は、石川県金沢市出身の作曲家・編曲家。本名：丹羽景應。別名には、木村武彦、下村信夫、相馬喜久雄、田中晴夫、藤井すすむ などがある。また、「景応」は「かげたか」とも読む。

## 人物
- 金沢市立工業学校、東洋音楽学校出身[1]。
- 歌手の岬ひろ子は妻、歌手・作曲家・編曲家の丹羽応樹は娘にあたる。

## 主な楽曲

### 歌謡曲
- 上原敏「波止場気質」「仏印だより」「マレーの虎」
- 岡晴夫「夢のフランス航路」「東京の横顔」
- 東海林太郎・上原敏「泣き笑いの人生」
- 鈴村一郎「ひょっとこ踊り」
- 瀬川伸「甲州鴉」
- 高田浩吉「唐人お吉」
- 藤島桓夫「月の法善寺横町」「若い元気なお相撲さん」
- 松山恵子「宵待ワルツ」「マドロス娘」「鳴戸ちどり」「むすめ虚無僧」「鴎こんにちは!!」
- 丸山美智子「静の唄」「涙の乙女星（淳子の唄）」「花びら日記」

### 民謡・音頭
- 金沢市「加賀ばやし」「百万石ぶし」
- 我孫子市「河童音頭」

### 映画音楽
- ニッポンバンザイ（1943年）
- 天保六道銭 平戸の海賊（1955年）
- 抜打ち浪人（1957年）
- 素浪人忠弥（1957年）
- 佐々木小次郎（1957年）
- お月さん今晩わ（1958年）
- アンコなぜ泣く（1958年）
- 一丁目一番地 おじいちゃんは日本晴れ（1958年）
- 一丁目一番地 町内ニコニコ会議（1958年）